# Teucrium ajugaceum
Teucrium ajugaceum es una especie de planta en la familia Lamiaceae. La especie se consideraba extinta en Queensland hasta su redescubrimiento en la Península del Cabo York, entre Cooktown y el Río Lockhart en mayo de 2004. La especie no se había visto desde 1891.

## Descripción
Su hábitat es limitado a los bosques de Eucaliptos y posee un importante rizoma que le permite sobrevivir a los incendios estacionales, y renacer al principio de las estaciones húmedas.

## Taxonomía
Teucrium ajugaceum,, fue descrito por F.M.Bailey & F.Muell. y publicado en A Synopsis of the Queensland Flora Suppl. 2: 48, en el año 1888.
Etimología
Teucrium: nombre genérico que deriva del Griego τεύχριον, y luego el Latín teucri, -ae y teucrion, -ii, usado por Plinio el Viejo en Historia naturalis, 26, 35 y  24, 130, para designar el género Teucrium, pero también el Asplenium ceterach, que es un helecho (25, 45). Hay otras interpretaciones que derivan el nombre de Teucri, -ia, -ium, de los troyanos, pues Teucro era hijo del río Escamandro y la ninfa Idaia, y fue el antepasado legendario de los troyanos, por lo que estos últimos a menudo son llamados teucrios. Pero también Teucrium podría referirse a Teûkros, en latín Teucri, o sea Teucro, hijo de Telamón y Hesione y medio-hermano de Ajax, y que lucharon contra Troya durante la guerra del mismo nombre, durante la cual descubrió la planta en el mismo período en que Aquiles, según la leyenda, descubrió la Achillea.
ajugaceum: epíteto latino que significa "como el género Ajuga".